# Дом садовника Таврического дворца
Дом садовника Таврического дворца — памятник архитектуры. Расположен в Санкт-Петербурге, современный адрес дома — Потёмкинская улица, 2 литеры А, Б, В.
Построен в 1793—1794 годах архитектором Ф. И. Волковым для садового мастера Вильяма Гульда. Главный двухэтажный корпус расположен в глубине участка, фасад, обращённый к улице, украшен портиком с четырьмя дорическими колоннами, фасад со стороны сада — полуротондой первого этажа и круглым в плане балконом над ней. Два одноэтажных симметричных флигеля выступают вперёд, увенчаны небольшими башнями с куполами.
В 2013 году здание было незаконно продано по заниженной стоимости. С 2016 года в доме расположен «Дом дружбы Ленинградской области».

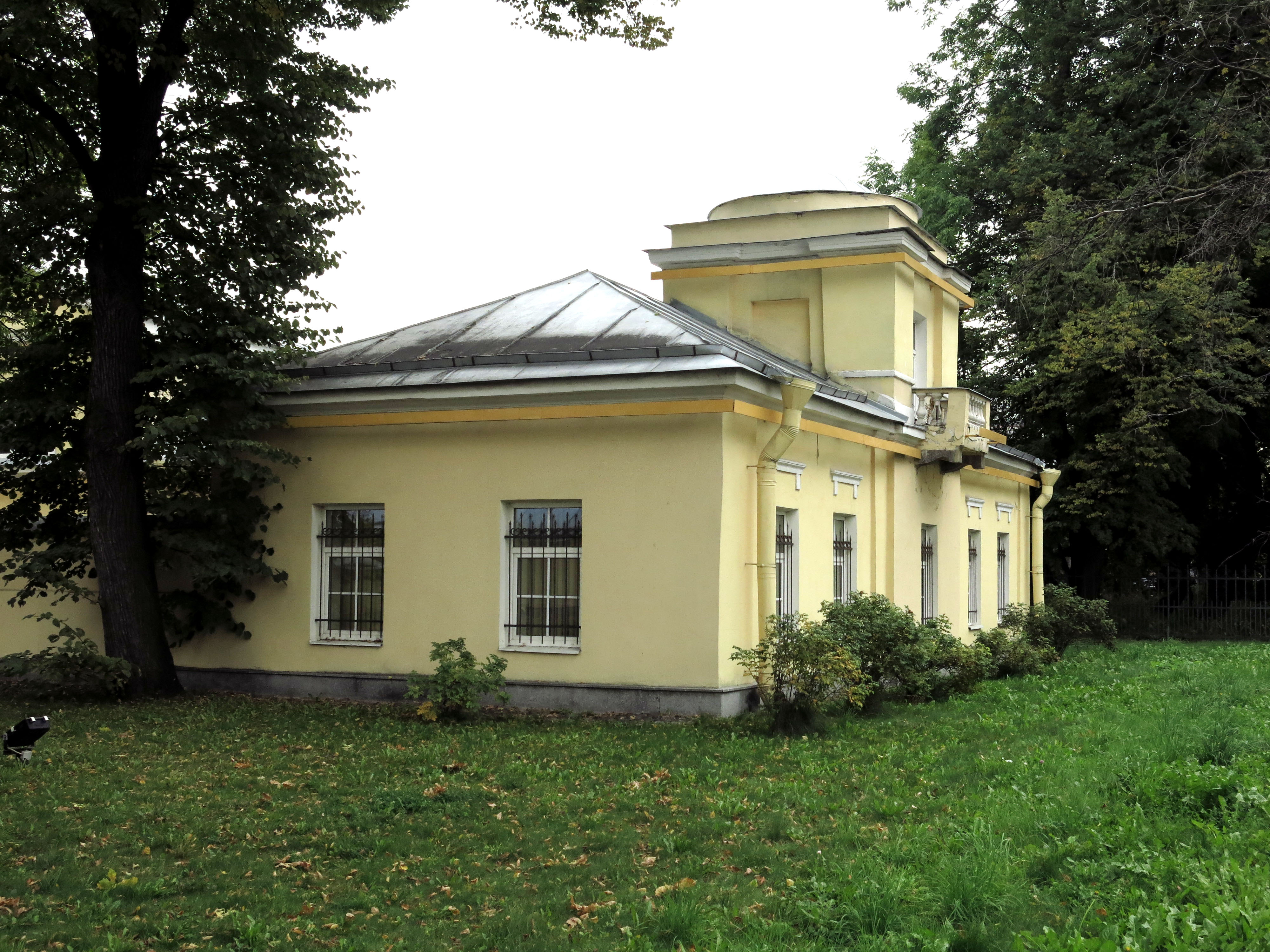
Флигель
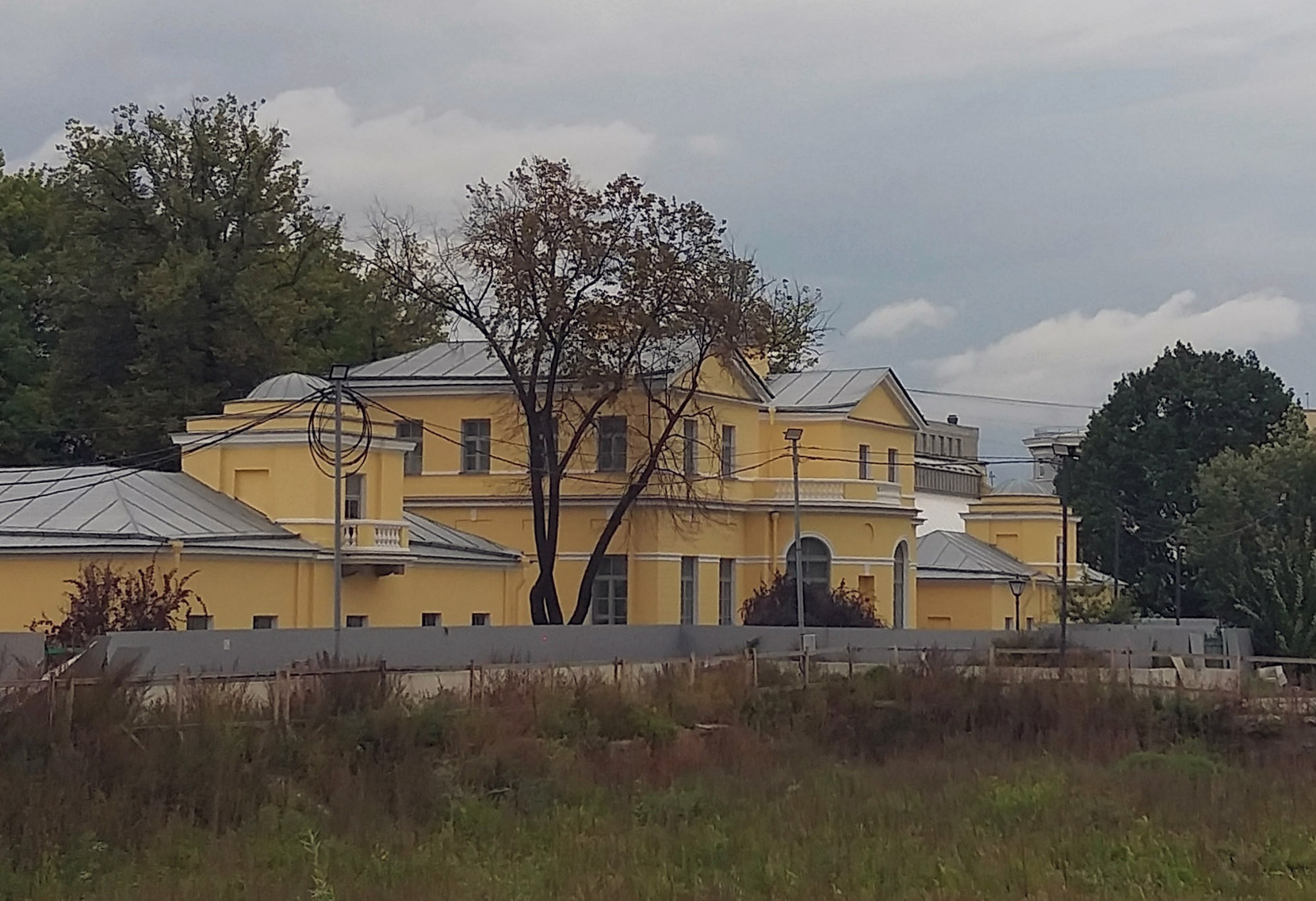
Садовый фасад